# Cattedrale di Matera
Il duomo di Matera, che ha la denominazione ufficiale di cattedrale della Madonna della Bruna e di Sant'Eustachio, è il luogo di culto cattolico principale di Matera, chiesa madre dell'arcidiocesi di Matera-Irsina. La cattedrale fu costruita in stile romanico pugliese nel XIII secolo sullo sperone più alto della Civita che divide i due Sassi.

## Storia

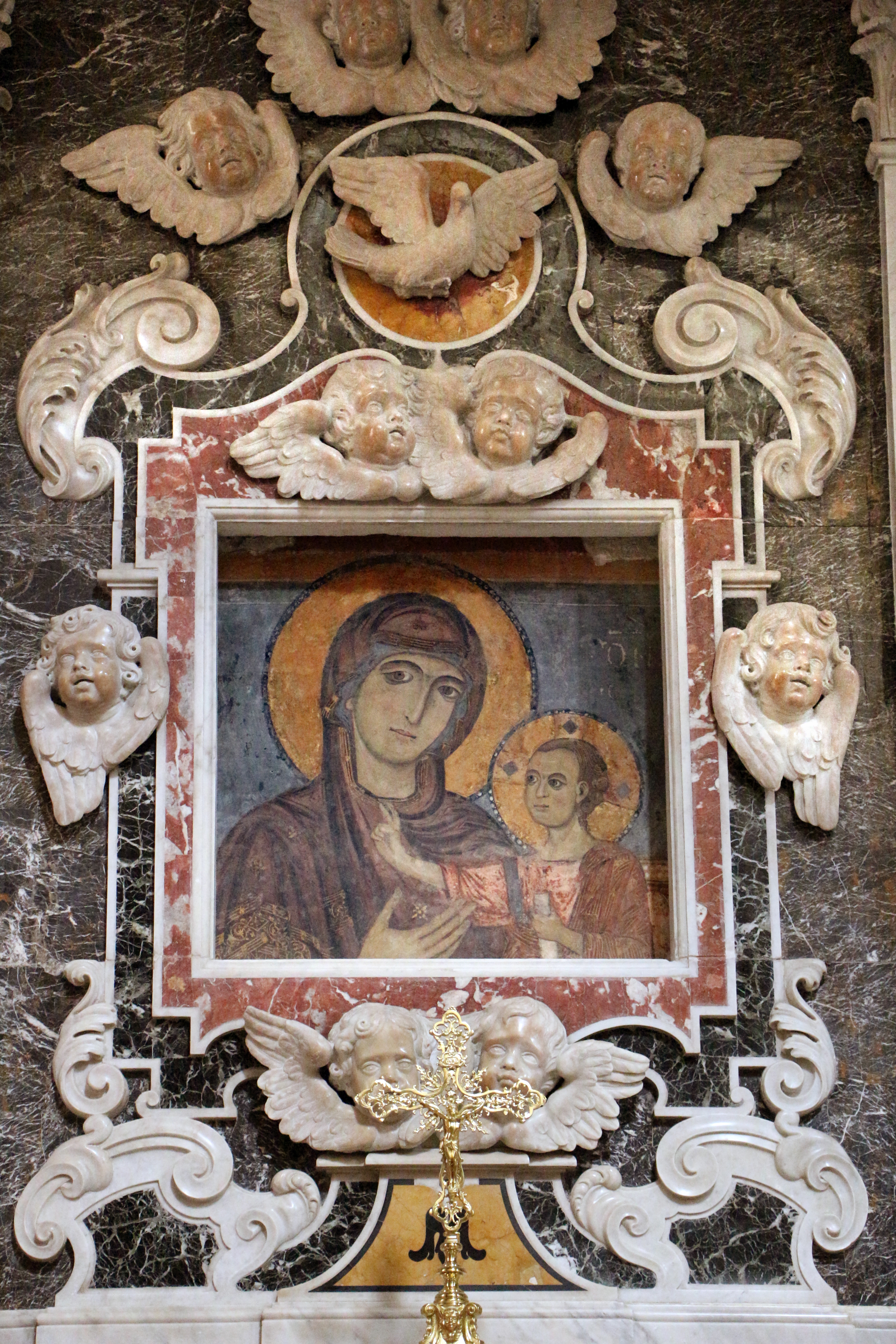
Affresco della Madonna della Bruna

Sorta sull'area di un precedente castello Normanno e come attestano recenti scavi su un precedente luogo di culto paleocristiano, è la più maestosa cattedrale della regione.
Sull'area dell'antico monastero benedettino di Sant'Eustachio, protettore della città, dove già tra il 1093 e il 1094 aveva soggiornato papa Urbano II, la cattedrale fu edificata a partire dal 1230, alcuni anni dopo che papa Innocenzo III aveva elevato la città di Matera al rango di arcidiocesi in unione con Acerenza; fu eretta per volere dell'Imperatore Federico II di Svevia, Imperatore del Sacro Romano Impero e Conte di Matera. Per fare in modo che il nuovo tempio dominasse con la sua mole le costruzioni circostanti e le due vallate sottostanti dei Sassi, fu necessario rialzare la base rocciosa di oltre sei metri.
Completata nel 1270, la nuova cattedrale fu dedicata originariamente a santa Maria di Matera, come risulta da un atto notarile dell'epoca. Successivamente in un testamento del 1318 risulta intitolata a santa Maria dell'Episcopio e dal 1389, anno in cui papa Urbano VI (già arcivescovo di Matera) istituì la festa della Visitazione, fu intitolata a santa Maria della Bruna, anch'essa protettrice della città. Infine a partire dal 1627 mons. Fabrizio Antinori, arcivescovo di Matera, intitolò la cattedrale di Matera alla Madonna della Bruna e a sant'Eustachio. Il 2 luglio 1962 papa Giovanni XXIII la elevò alla dignità di basilica minore.
Nel 1991 ricevette la visita di papa Giovanni Paolo II. Dal 2003 è stata interessata da importanti lavori di restauro. Nel 2006 ha ricevuto una serie di interventi di consolidamento e restauro, tra cui quello delle capriate medievali e di cornicioni precedentemente crollati. Questi interventi sono stati realizzati anche grazie ai fondi del Gioco del Lotto, in base a quanto regolato dalla legge 662/96.
Il 5 marzo 2016 è stata riaperta al culto dal cardinale Pietro Parolin, segretario di Stato, che per l'occasione ha aperto la porta santa giubilare. Erano presenti anche mons. Salvatore Ligorio, arcivescovo metropolita di Potenza-Muro Lucano-Marsico Nuovo, mons. Claudio Maniago, vescovo di Castellaneta, mons. Agostino Superbo, arcivescovo emerito di Potenza-Muro Lucano-Marsico Nuovo, mons. Antonio Ciliberti, arcivescovo emerito di Catanzaro-Squillace, mons. Michele Scandiffio, arcivescovo emerito di Acerenza, mons. Giuseppe Favale, vescovo eletto di Conversano-Monopoli, e mons. Pierdomenico Di Candia, amministratore diocesano dell'Arcidiocesi di Matera-Irsina.

## Architettura

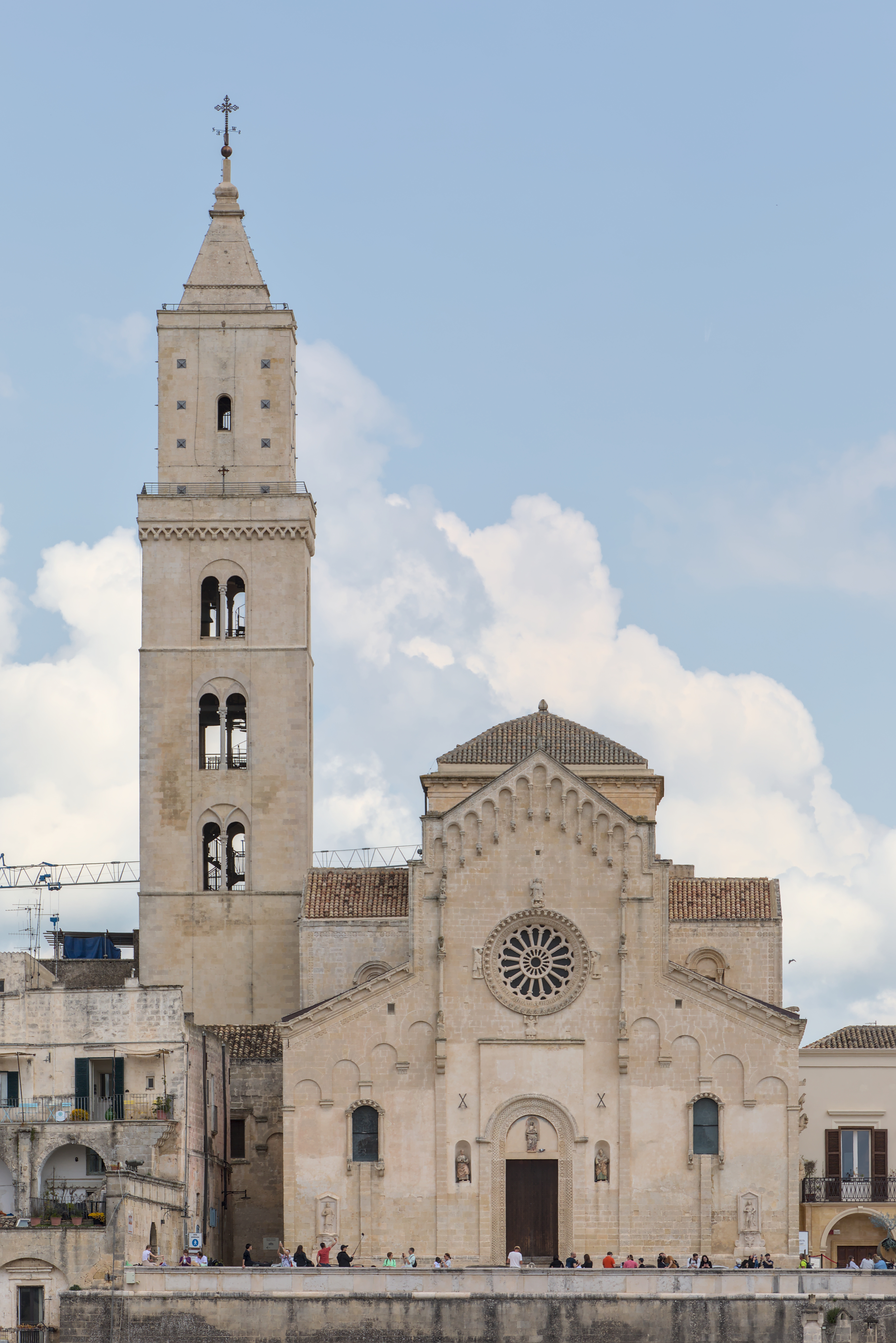
Esterno

### Esterno
Si pensa che la sua perfetta posizione verso ovest sia opera dei calcoli dell'astronomo Alano da Matera.

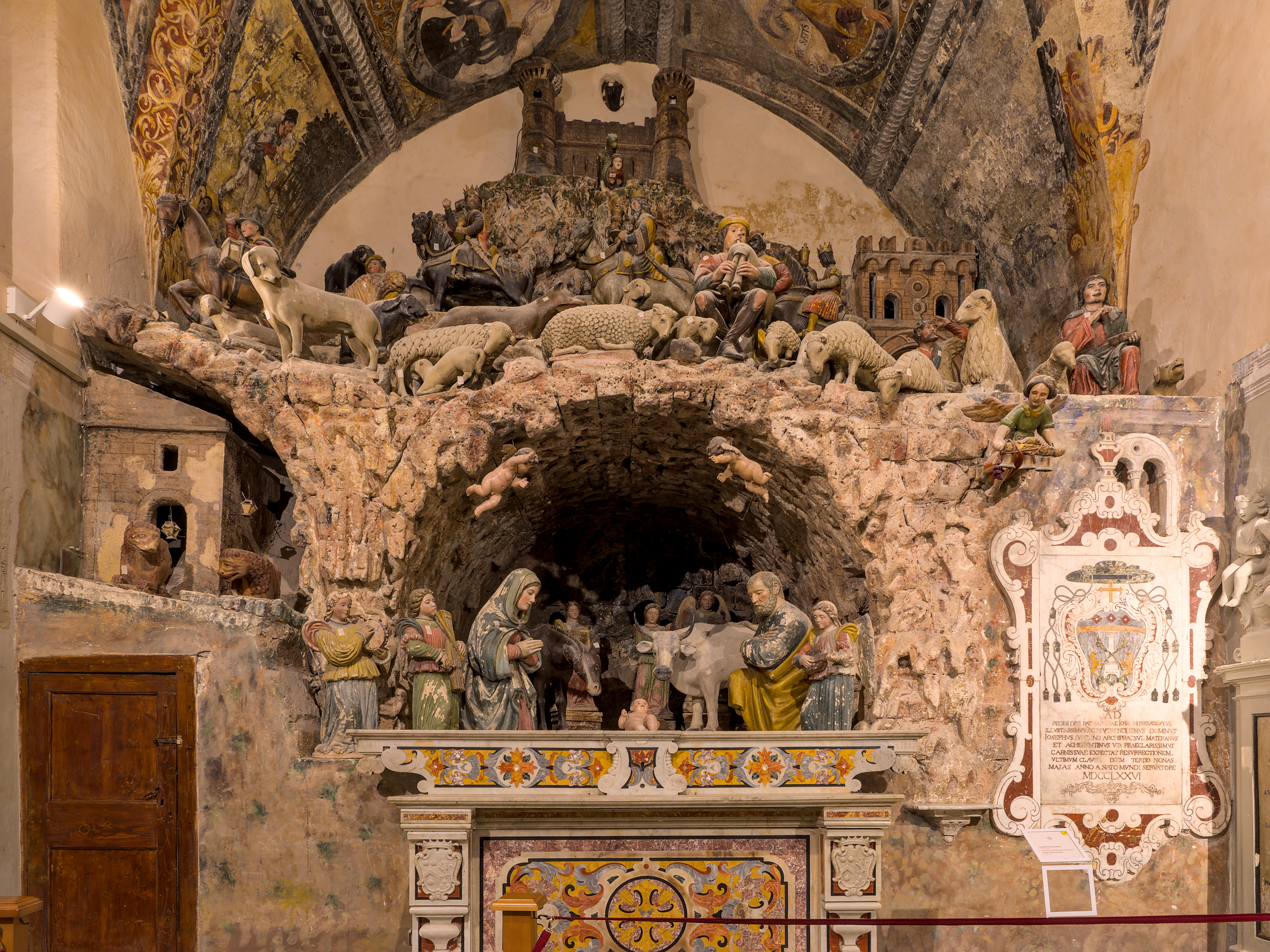
Presepe cinquecentesco in pietra di Altobello Persio

A differenza dell'interno che nel tempo ha subìto diverse trasformazioni, l'esterno conserva quasi intatta la sua forma originaria. La facciata è dominata dal rosone a sedici raggi, sormontato dall'arcangelo Michele che schiaccia il drago; ai lati vi sono due figure maschili ed in basso un'altra che funge da atlante. Il rosone è affiancato da 4 colonnine, mentre dal frontone scendono altre 12 colonnine pensili, simboleggianti rispettivamente i 4 evangelisti ed i 12 apostoli, sostenute da telamoni. Al centro della facciata vi è la porta maggiore, chiusa da un arco a tutto sesto con la statua della Madonna della Bruna nella lunetta. Ai lati della porta vi sono le statue dei santi Pietro e Paolo, mentre alle estremità della facciata quelle seicentesche in altorilievo dei santi Eustachio e Teopista. Nella facciata destra, posta su piazza Duomo, vi sono altre due porte, delle quali la più caratteristica è quella posteriore, detta "porta dei leoni" per i due leoni scolpiti nella pietra che la fiancheggiano accovacciati reggendo le colonne. Nella lunetta sormontante l'altra porta, detta "porta di piazza", è inserito un bassorilievo raffigurante Abramo, padre delle tre religioni monoteistiche, tutte presenti in città all'epoca della costruzione. Sul lato posteriore sinistro vi è il campanile, coevo alla chiesa, alto 52 metri ed a quattro piani, di cui tre con bifore ed il quarto con monofore, sormontato da una piramide di epoca posteriore.

### Interno

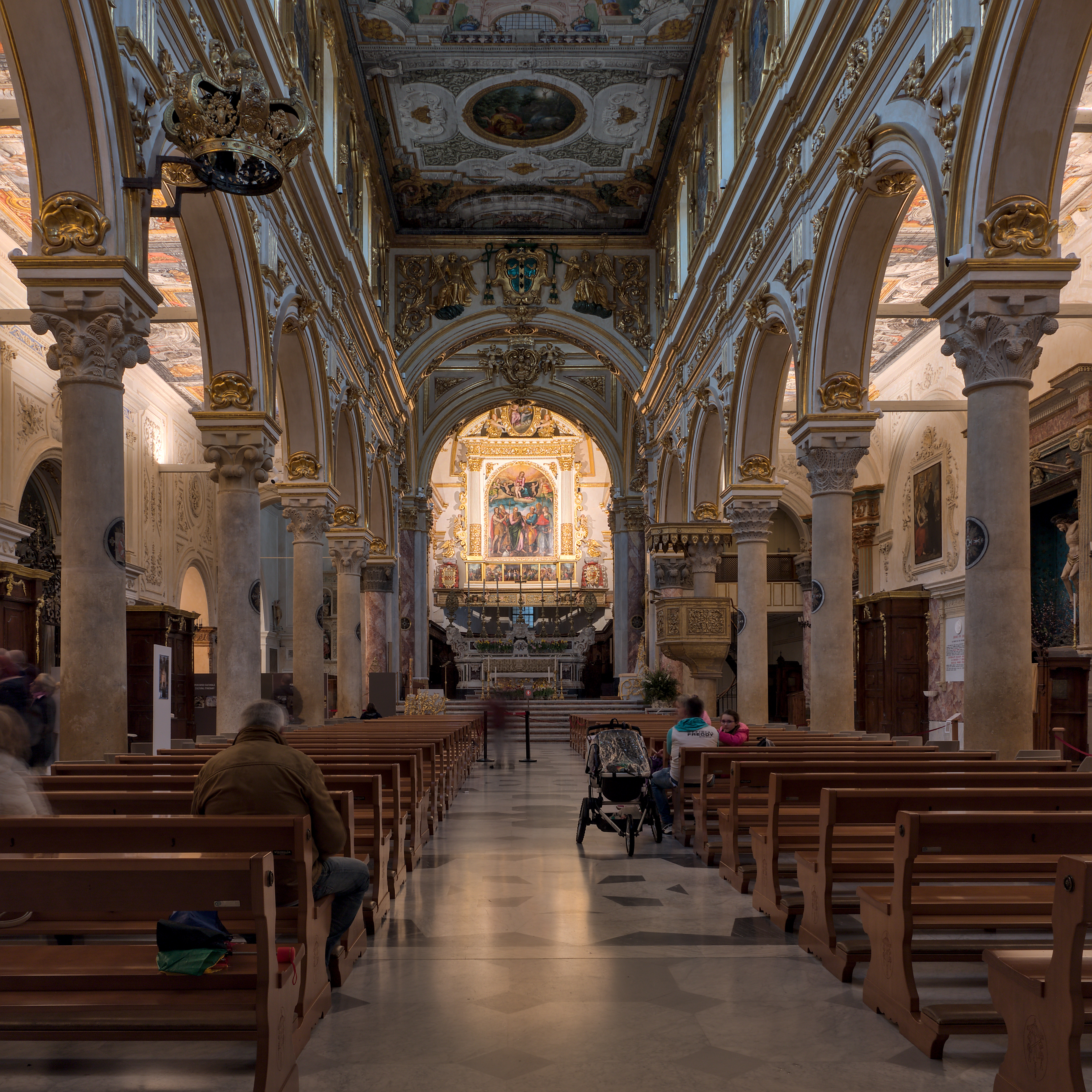
Interno

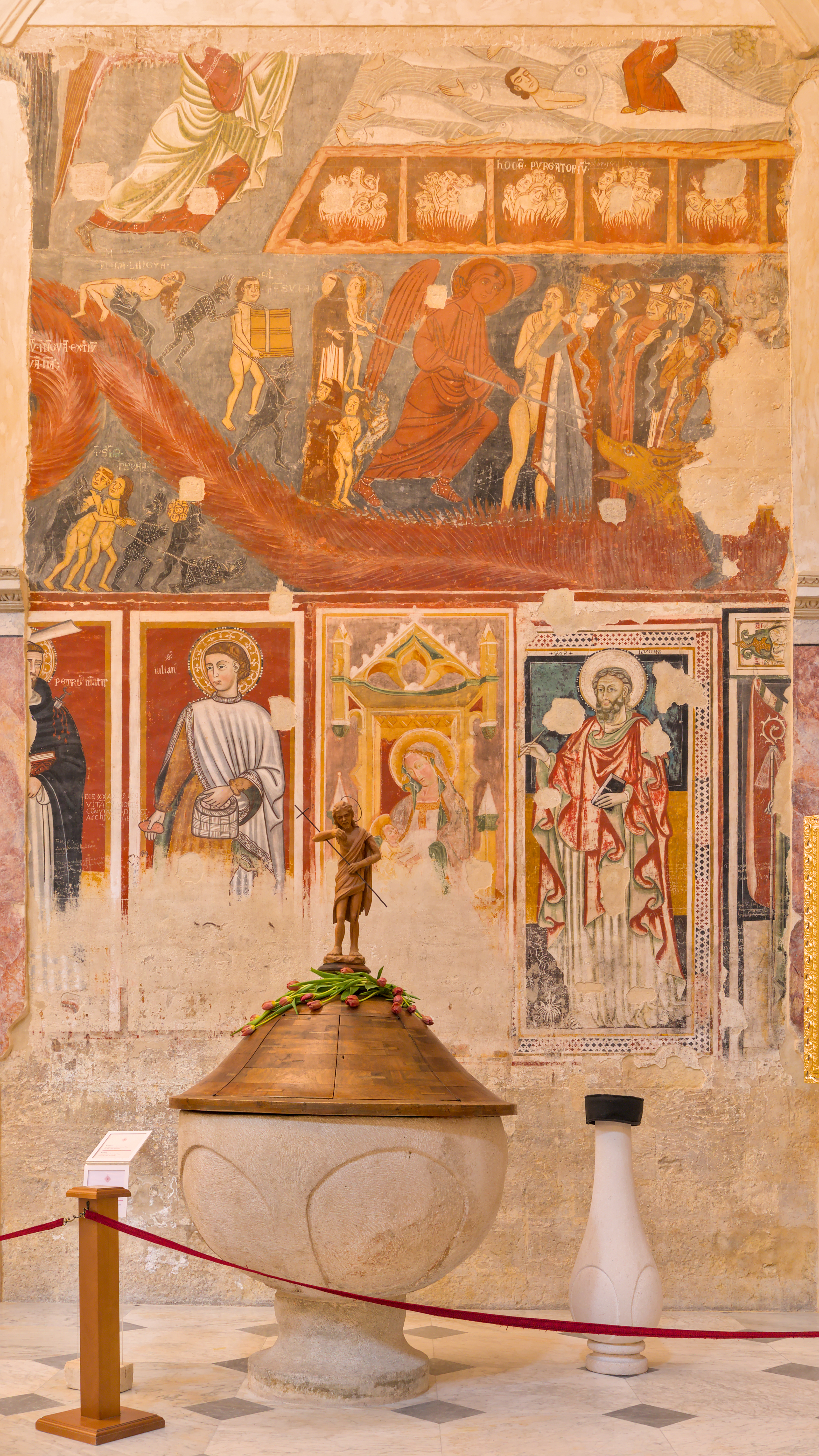
Affresco del Giudizio Finale

L'interno è a croce latina ed a tre navate, con quella centrale che si eleva sulle altre, che sono divise tra loro da arcate a tutto sesto sostenute da dieci colonne sormontate da capitelli in pietra; ha subìto notevoli trasformazioni a partire dal 1627 con l'aggiunta di stucchi e decorazioni, e nel 1776 i rivestimenti di cornici e stucchi furono ricoperti di un velo di oro. La navata centrale è illuminata da 10 finestre (cinque per fianco), con il soffitto a capriate ricoperto nel 1719 da un controsoffitto ligneo su cui nel XIX secolo furono inserite tre tele dipinte dal calabrese Battista Santoro. 
Di rilievo è un affresco bizantino risalente al 1270 della Madonna della Bruna con il Bambino benedicente con due dita, attribuito a Rinaldo da Taranto e ubicato sull'altare della prima campata della navata sinistra detto "della Bruna". Il secondo altare della navata sinistra è dedicato a San Giovanni da Matera e vi è un sarcofago contenente le sue spoglie, mentre sul terzo altare, detto di Sant'Anna, vi è una tela di ottima fattura del 1633 opera del frate Francesco da Martina. Dopo la cappella del Sacramento vi è la cappella rinascimentale dell'Annunziata realizzata da Giulio Persio, con volta a cassettoni e pareti a nicchie. In fondo alla navata c'è la cappella dove è situato il presepe in pietra dura realizzato dagli scultori Altobello Persio e Sannazzaro di Alessano tra il 1530 e il 1534, una delle sue opere più imponenti, che richiama diversi elementi propri della città di Matera. Dello stesso Altobello Persio è anche un ricco dossale di altare in pietra con sculture, risalente al 1539, posto in fondo al transetto sinistro.
L'altare maggiore restaurato nel 1627 è sovrastato dalla grande pala eseguita da Fabrizio Santafede raffigurante la Vergine attorniata dai Santi. Nell'abside si trova il pregevole coro ligneo in noce massiccio intagliato nel 1453 da Giovanni Tantino di Ariano Irpino, diviso in ben 60 stalli. In alto, a destra del presbiterio, si staglia l'organo a canne a trasmissione elettrica, costruito dai Fratelli Ruffatti, con 35 registri su due manuali e pedale.
Sulla prima porta della navata destra si trova una Madonna delle Grazie tra i santi Ilario e Giovanni da Matera, opera di Domizio Persio risalente al 1592, mentre sulla porta dei leoni è una tela di Carlo Rosa del 1652 raffigurante San Gaetano. Al terzo altare destro si trova un Crocifisso seicentesco in legno dipinto, e sull'ultimo altare un Polittico di Vito Antonio Conversi. Infine a destra dell'ingresso principale vi è il Giudizio Finale, pregevole affresco risalente alla fine del XIII secolo emerso durante alcuni lavori di restauro, unico esempio superstite dell'originaria decorazione pittorica, eseguito da Rinaldo da Taranto.